# Scoglio del Cervaro
Lo scoglio Cervaro o scoglio del Cervaro è un'isola dell'Italia sita nel mar Ionio, in Calabria.
Amministrativamente appartiene a Rocca Imperiale, comune italiano della provincia di Cosenza.